# کنفرانس توسعه‌دهندگان بازی
اجلاس توسعه دهندگان بازی (به انگلیسی: Game Developers Conference) یا GDC، یک اجلاس سالانه برای توسعه‌دهندگان بازی‌های ویدئویی است.
این رویداد دارای بخش‌های یادگیری، ایده‌های نو و شبکه‌سازی است. این اجلاس دارای یک نمایشگاه، رویداد شبکه‌سازی و جوایزی مانند جوایز انتخاب توسعه‌دهندگان بازی است. همچنین میزگردها، سخنرانی‌ها و آموزش‌های متنوعی در زمینه مسائل مربوط به بازی‌ها مثل برنامه‌نویسی، طراحی، صداگذاری، ساخت، تجارت، مدیریت و هنرهای دیداری در این رویداد برگزار می‌شود.